# Chess Records
Chess Records was een Amerikaans platenlabel uit Chicago. Het was gevestigd aan 2120 South Michigan Avenue, Chicago en speelde een belangrijke rol in de geschiedenis van de Rhythm-and-blues begin jaren vijftig.

## Beginjaren
De broers Phil en Leonard Chess, twee Joodse Poolse immigranten, geboren als Lejzor and Fiszel Czyż (uitgesproken als: CHY-zh) in het dorpje Motule in Polen, emigreerden in 1928 op elf resp. zevenjarige leeftijd  met hun moeder naar de Verenigde Staten en vestigden zich in Chicago, waar een grote Poolse gemeenschap was.
In 1946 hadden zich opgewerkt tot eigenaar van de mondaine Macomba Lounge Night Club in Zuid-Chicago.
Door de nachtclub, die een reputatie op het gebied van prostitutie en drugs had, kregen ze dagelijks met voornamelijk onbekende zwarte artiesten te doen, en zagen hoe het publiek op de muziek van deze makkelijk te exploiteren groep reageerde.
Oorspronkelijk heette Chess Records "Aristocrat Records", waarvan Leonard in 1947 aandelen kocht met als doel jazzy muziek uit te brengen, maar dat bleek niet erg succesvol.
Hij probeerde het in 1948 met I Can’t Be Satisified, gezongen door Muddy Waters, dat in de zwarte gemeenschap een hit werd.
In 1950 kocht hij met broer Phil de rest van de aandelen en werd het bedrijf tot Chess Records omgedoopt. Chess was eerst een platenlabel zonder opnamestudio, en bracht voornamelijk de Aristocrat opnames van Gene Ammons en van Muddy Waters uit. 
Nieuwe opnames van hun top-artiesten werden meestal opgenomen in de Universal Recording in Chicago.

## Samenwerking met Sam Phillips
In 1951 begonnen de broers Chess een samenwerking met Sam Phillips, eigenaar van de Memphis Recording Service, de voorloper van Sun Records.
De eerste Phillips-sessie voor Chess bevatte vier opnames, en werd op 5 maart 1951 opgenomen door Izear Luster "Ike" Turner en zijn combo uit Clarksdale, Mississippi. De groep bestond uit Turner op piano, Raymond Hill en Jackie Brenston, tenorsaxofoons; Willie Kizart, elektrische gitaar; en Willie Sims, drums.
Twee opnames - Rocket "88" en Came back where you belong - werden uitgebracht onder de naam Jackie Brenston en His Delta Cats en de andere twee - Heartbroken and worried en I'm lonesome baby - onder Ike Turner and his Kings of Rythm.
Rocket "88" werd in 1951 Chess' eerste nummer 1-hit en wordt ook wel het eerste rock-'n-roll nummer genoemd. Het nummer werd opgenomen in de Grammy Hall of Fame in 1998 als erkenning voor haar invloed op rock and roll.
Andere belangrijke artiesten, die bij Phillips voor Chess opnamen waren Howlin' Wolf met 'Moaning at Midnight' en 'How many more years' en Rufus Thomas.
Een overzicht van alle opnames van de Phillips Recording Service, dus van voordat Sam Phillips zijn eigen label startte, is te vinden op www.boija.com onder het kopje Records recorded at Memphis Recording Service (later SUN studios)', waarop 17 Chess-singles.

## Een extra label
Vanwege het succes en het feit dat er dagelijks maar een beperkt aantal platen per label op de radio gedraaid mocht worden, werd in 1952 ook Checker Records door de broers opgericht.

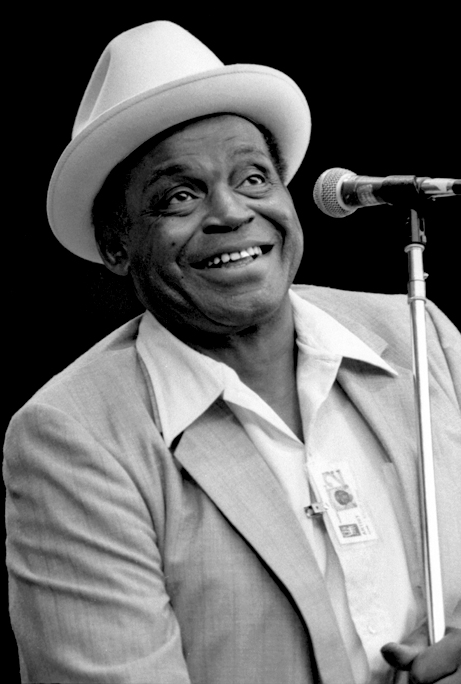
Dixon at Monterey Jazz Festival, 1981

## Artiesten
In de jaren vijftig produceerden hoofdzakelijk Leonard maar ook Phil het meeste zelf. Leonard Chess had ex-bokser en bassist Willie Dixon ontmoet en bood hem een platencontract, maar in plaats van opnemen werd hij in 1951 een fulltime medewerker als producer, talentscout, sessiemuzikant en songwriter. 
Zijn eerste compositie, die in 1954 een grote hit werd, was 'I’m Your Hoochie Coochie Man, door Muddy Waters, gevolgd door een vijftigtal andere composities, totdat Dixon Chess verliet.
Een andere belangrijke artiest voor Chess werd Chuck Berry, zowel zanger, gitarist als songwriter. Met Maybellene, dat in juli 1955 uitkwam, was hij de eerste Afro-Amerikaan, die de Billboard Hot 100 top 10 bereikte. De royalty's voor de compositie gingen echter naar DJ Alan Feed, als 'beloning' voor het veelvuldig draaien van de song op zijn radio-station. Chess gebruikte wel vaker dit systeem van payola.
Verder namen op Chess Records veel grote artiesten op zoals Etta James, John Lee Hooker, Elmore James ("King of the Slide Guitar"), Bo Diddley, Jimmy Reed en Terry Callier. 
Later in 1960 werd Ralph Bass aangetrokken voor de gospel- en blueszangers.
Chess Records geniet ook indirect bekendheid door drummer/zanger Maurice White en bassist/trombonist Louis Satterfield, die later de funkgroep Earth, Wind and Fire zouden vormen.

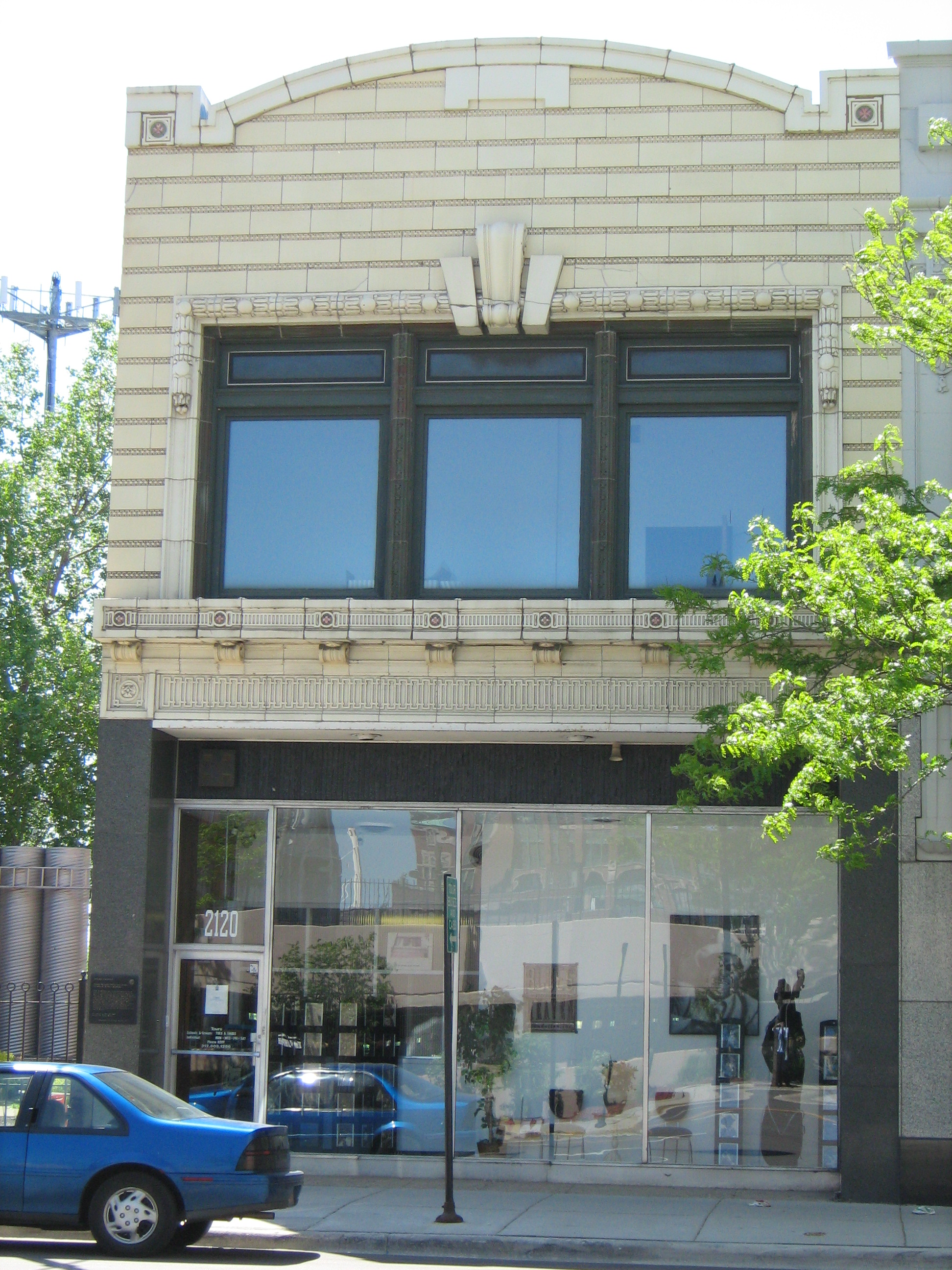
Chess Studios, 2120 South Michigan Ave., Chicago, later Willie Dixon's Blues Heaven Foundation (foto 2009)

## 2120 South Michigan Avenue
Chess was gehuisvest op meerdere locaties aan de zuidkant van Chicago, aanvankelijk op twee verschillende locaties aan South Cottage Grove Avenue, maar als opname-studio werd meestal nog steeds Universal gebruikt, hoewel Chess wel enige problemen met de musici-vakbond had over opnmames in een achterkamertje.
In 1957 verbouwden de broers Leonard and Phil Chess een voormalige auto-onderdelen fabriek tot 'the Chess Records Office and Recording Studio' op  2120 S. Michigan Avenue, vereeuwigd door de Rolling Stones in "2120 South Michigan Avenue", een instrumental die daar werd opgenomen tijdens de eerste Amerikaanse tour van de groep in 1964. Het 2120 S. Michigan-gebouw heette officieel Ter-Mar Studios, maar werd gewoonlijk Chess Studios genoemd.
Artiesten die opnamen in deze studio maakten waren o.a. Etta James, The Rolling Stones, Ramsey Lewis, Cannonball Adderley, Bo Diddley, Sonny Stitt.
De studio bleef gehuisvest op 2120 S. Michigan Avenue tot 1965, waarna de studio verhuisde naar het gebouw van radiostation WVON, het oude gebouw is in 1993 gekocht door de weduwe van Willie Dixon en heropend in 1997 als de thuisbasis van Willie Dixon's Blues Heaven Foundation.

## Overig
Marshall Chess, de zoon van Leonard, werd in 1969 vicepresident van Chess Records, waarna aan het eind van dat jaar het bedrijf werd overgenomen door General Recorded Tape (GRT) - een bedrijf in tape-recorders - voor 6,5 miljoen dollar. Marshall Chess fungeerde nog korte tijd als president, voordat hij naar Rolling Stones Records overstapte. Leonard Chess overleed in oktober van datzelfde jaar. GRT verhuisde het grootste gedeelte van het label naar New York, en alleen de opnamestudio bleef in Chicago achter. Het label Chess verloor zijn waarde begin jaren zeventig. In 1975 werd het restant verkocht aan All Platinum Records, maar de rechten belandden uiteindelijk bij MCA Records, nu bekend als Universal Music.
De films Cadillac Records van Darnell Martin en Who do you love van Jerry Zaks beiden uit 2008 gaan over het ontstaan van Chess Records.